# Zygothrica panamensis
Zygothrica panamensis är en tvåvingeart som beskrevs av David Grimaldi 1987. Zygothrica panamensis ingår i släktet Zygothrica och familjen daggflugor. Inga underarter finns listade i Catalogue of Life.